# Julian Fässler

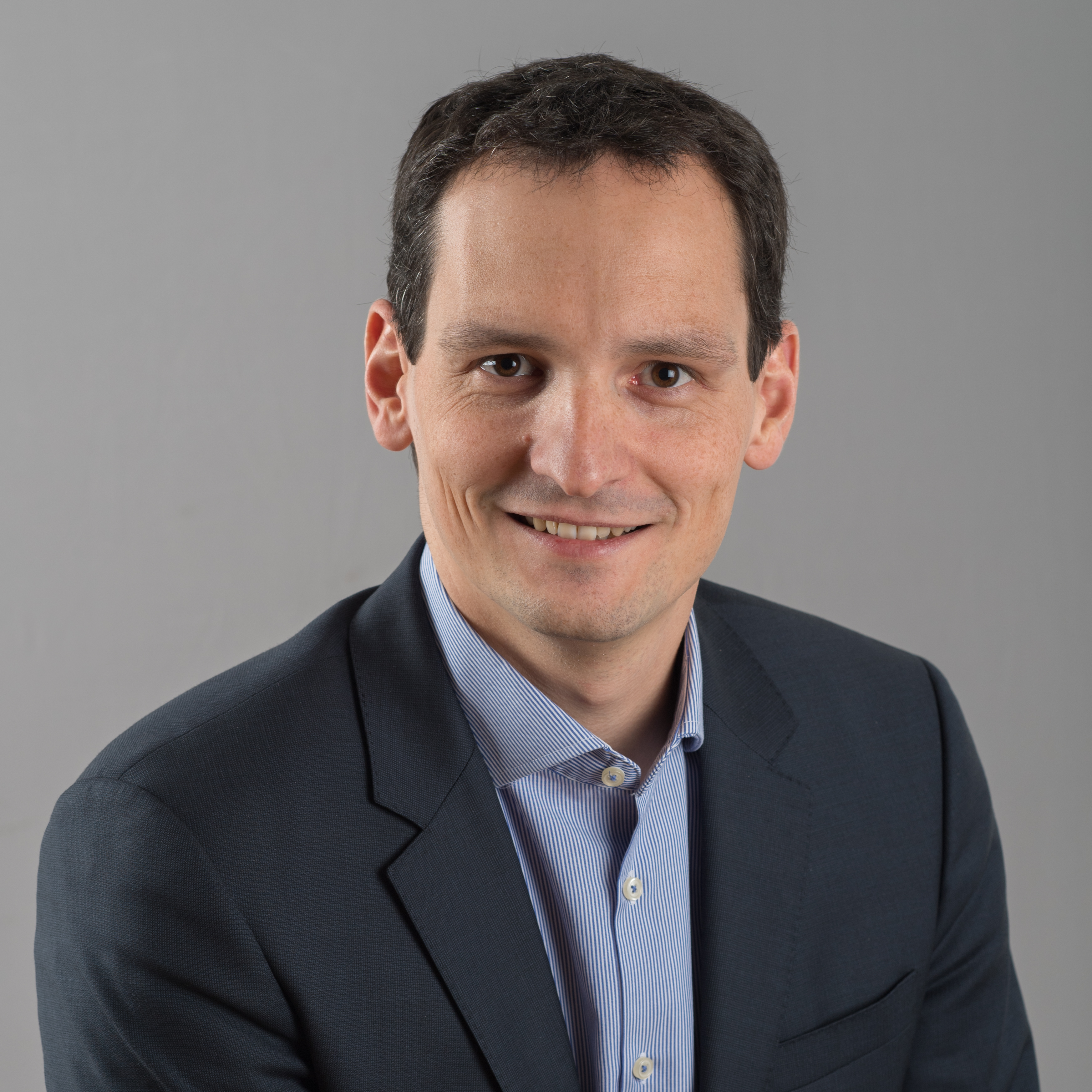
Julian Fässler (2017)

Julian Fässler (* 9. Februar 1986 in Dornbirn) ist ein österreichischer Politiker (ÖVP) und Projektleiter. Fässler war von 2014 bis 2019 Abgeordneter zum Vorarlberger Landtag und ist seit 3. April 2018 Stadtrat sowie seit 15. Dezember 2022 Vizebürgermeister in Dornbirn.

## Ausbildung und Beruf
Julian Fässler wurde am 9. Februar 1986 in Dornbirn, der größten Stadt des österreichischen Bundeslands Vorarlberg, geboren. Er besuchte von 1992 bis 1996 die Private Montessori Volksschule in Altach, von 1996 bis 2003 die Unter- und Oberstufe am BRG und BORG Dornbirn-Schoren und von 2003 bis 2005 die Oberstufe am BORG Egg, wo er auch maturierte. Im Jahr 2007 begann er ein Studium der Wirtschaftswissenschaften an der deutschen Universität Witten/Herdecke.
2006 und 2007 absolvierte Fässler ein einjähriges Praktikum beim damaligen Vizepräsidenten des Europäischen Parlaments, Othmar Karas. Im Jahr 2008 war er in der Folge Angestellter im Büro von Karas, ehe er sich dem Studium in Vollzeit widmete. Ein weiteres Praktikum absolvierte Julian Fässler im Jahr 2011 beim Unternehmen Alpla in Hard, wo er im Bereich Corporate HR tätig wurde. 
Seit 2012 ist er beruflich bei Alpla als Projektleiter für duale Ausbildungsprogramme in Mexiko und China tätig, seit Juli 2014 zusätzlich im Bereich Organisations- und Personalentwicklung bei Alpla angestellt und 2022 Betriebsleiter vom HQ Werk Alpla.

## Politische Karriere

### Parteipolitische Ämter in der ÖVP
Julian Fässler ist seit dem 19. Februar 2003 Mitglied der Jungen Volkspartei und damit der ÖVP. Er war vom 1. März 2003 bis zum 14. Juni 2004 Obmann der JVP Dornbirn, wurde 2004 in die Landesleitung und 2007 in den Landesvorstand der JVP Vorarlberg berufen. Ebenfalls 2007 wurde Fässler zum Bundesobmann-Stellvertreter der Jungen Volkspartei gewählt. Am 6. November 2010 erfolgte schließlich die Wahl zum Landesobmann der JVP in seinem Heimatbundesland Vorarlberg. In dieser Funktion wurde Julian Fässler auch Mitglied des Landesparteivorstands der Vorarlberger Volkspartei und Mitglied des Landesparteipräsidiums. Am 11. November 2016 übergab Fässler das Amt des JVP-Obmanns im Rahmen eines Landestages der Jungen Volkspartei an seinen Nachfolger Raphael Wichtl.

### Landtagsabgeordneter (2014–2019)
Bei der Landtagswahl 2014 kandidierte Julian Fässler auf Platz eins der ÖVP-Landesliste und schaffte über diese den Einzug in den Vorarlberger Landtag, wo er am 15. Oktober 2014 als Abgeordneter angelobt wurde. Im Landtag war er Bereichssprecher des ÖVP-Landtagsklubs für die Themen Jugend sowie Arbeit und Arbeitsmarkt. Nach dem Wechsel von Barbara Schöbi-Fink in die Landesregierung übernahm Fässler im Jänner 2018 auch die Funktion des Bildungssprechers seiner Partei. 
Nach der Landtagswahl in Vorarlberg 2019 schied Julian Fässler mit der Angelobung des neuen Landtags am 6. November 2019 als Landtagsabgeordneter aus.

### Gemeindepolitik
Außerdem ist Julian Fässler in seiner Heimatstadt Dornbirn auch auf Gemeindeebene politisch tätig. Seit 2010 ist er Ersatz-Mitglied der Dornbirner Stadtvertretung. Im Februar 2018 wurde er von der Dornbirner Volkspartei zum Nachfolger von Josef Moosbrugger als Stadtrat nominiert und am 3. April 2018 von der Stadtvertretung mit 32 von 36 Stimmen zum Stadtrat für Sport, Sportstätten und Digitalisierung gewählt. 
Nach der Stadtvertretungswahl 2020 wurde Fässler erneut zum Stadtrat gewählt und übernahm die Ressorts Stadtentwicklung, Stadt- und Verkehrsplanung, Öffentlicher Personennahverkehr, Sport und Sportstätten sowie Projektkoordination. 
In der Stadtvertretungssitzung am 15. Dezember 2022 wurde Julian Fässler überraschend gegen die Kandidatin der Grünen, Juliane Alton, zum Vizebürgermeister der Stadt Dornbirn gewählt.
Nachdem Dornbirns Bürgermeisterin Andrea Kaufmann im Jänner 2024 mehr als ein Jahr vor der nächsten Stadtvertretungs- und Bürgermeisterwahl 2025 bekannt gab, bei dieser Wahl nicht erneut als Bürgermeisterin kandidieren zu wollen, schlug sie Julian Fässler als neuen Spitzen- und Bürgermeisterkandidaten der Dornbirner Volkspartei vor.
Bei der Bürgermeisterwahl am 16. März 2025 erreichte Fässler im ersten Wahlgang mit 41,8 % die meisten Stimmen, verfehlte jedoch die absolute Mehrheit. In der darauffolgenden Stichwahl am 30. März unterlag er dem SPÖ-Kandidaten Markus Fäßler, der sich mit 58,13 % der Stimmen durchsetzen konnte.

## Privatleben
Julian Fässler ist verheiratet, Vater eines Sohnes und wohnt in Dornbirn.